# Germondans
Germondans – miejscowość i gmina we Francji, w regionie Burgundia-Franche-Comté, w departamencie Doubs.
Według danych na rok 1990 gminę zamieszkiwały 64 osoby, a gęstość zaludnienia wynosiła 18 osób/km² (wśród 1786 gmin Franche-Comté Germondans plasuje się na 679. miejscu pod względem liczby ludności, natomiast pod względem powierzchni na miejscu 919.).